# Saint-Michel (Pyrénées-Atlantiques)
Saint-Michel település Franciaországban, Pyrénées-Atlantiques megyében. Lakosainak száma 288 fő (2022. január 1.). Saint-Michel Aincille, Arnéguy, Çaro, Estérençuby, Saint-Jean-Pied-de-Port, Uhart-Cize és Orbaizeta községekkel határos.

## Népesség
A település népessége az elmúlt években az alábbi módon változott:
| Lakosok száma | 276  | 288  | 295  | 295  | 294  | 292  | 291  | 290  | 288  |
|               | 2013 | 2015 | 2016 | 2017 | 2018 | 2019 | 2020 | 2021 | 2022 |